# キラ・ヤマト
- 機動戦士ガンダムSEED DESTINY > 機動戦士ガンダムSEED DESTINYの登場人物 > キラ・ヤマト

キラ・ヤマト（Kira Yamato）は、テレビアニメ『機動戦士ガンダムSEED』、『機動戦士ガンダムSEED DESTINY』、『機動戦士ガンダムSEED FREEDOM』に登場する架空の人物で、『SEED』『SEED FREEDOM』の主人公。『ガンダム』シリーズの各種メディアミックスにも登場する。
担当声優は保志総一朗。

## キャラクター概要
『機動戦士ガンダムSEED』の監督である福田己津央はインタビューに際し、キラは敵対する勢力の中心にいる人間、米軍の中にいるイスラム兵士というイメージ象を起点にキャラクターを製作したと語っている。また、同作のキラは本来、自分の居場所でない所にいる人間として最初の立ち位置を描いたと語っている。

## 作中の人物像
出生時の名前はキラ・ヒビキ。出生はG.A.R.M. R&D社L4コロニー メンデル内研究所。
S2インフルエンザが流行したC.E.54年にメンデルコロニーのG.A.R.M. R&Dに在籍するユーレン・ヒビキ博士によってコーディネイター処置がなされ、C.E.55年5月18日に同地にてカガリ・ヒビキとともに誕生した。しかし、S2型インフルエンザが猛威を振るい、人々の反コーディネイター感情が高まっていた同時代にG.A.R.M. R&Dがブルーコスモスのテロに遭い、情報を事前察知していたヴィア・ヒビキの手によりカガリとともに彼女の妹であるカリダ達ヤマト夫妻に引き取られる。この際に本当の両親であるヒビキ夫妻は死亡している（正確には生死不明）。そして以後は同夫婦の息子キラ・ヤマトとして育てられる。一世代目のコーディネイターであり、両親はナチュラル。カガリ・ユラ・アスハとは、生後間もない時に生き別れた双子の関係である。実は、唯一の「最高のコーディネイター」（スーパーコーディネイター）の成功事例である。
その後は月面都市コペルニクスに家族で移住し、キラはC.E.61年に同地に留学していたアスラン・ザラと出会う。そしてC.E.68年には戦争機運が高まる世界情勢の悪化からヤマト夫妻とともにオーブ連合首長国のコロニー・ヘリオポリスへと移り住んだ。
作中ではSEEDに目覚め度々その能力を生かしている。DESTINY小説版では、ストライクフリーダムで敵艦隊を壊滅させた際、いくら殺さないように考慮してもそれは欺瞞でしかないと、そのことを自覚している心情が書かれている。
人生で3回の死の危機に遭遇しており、生き延びている。1回目はアスランのイージスにストライクを撃墜されて、アークエンジェルでMIA認定されたこと（トールのスカイグラスパーも同戦闘において僚機で出撃し、アスランのイージスに撃墜されてトールは戦死し、トールと共にMIA認定されている）、2回目はシンのインパルスにフリーダムを撃墜されたこと（コックピットを避けて敵機の武装のみ攻撃して、戦闘力を奪うだけの不殺戦法の弱点を突かれ、トリッキーな戦法で撃墜された）、3回目はファウンデーションとの合同作戦中（実際はオルフェ・ラム・タオらが邪魔なコンパスを殲滅し、ラクスを攫うための罠であった）に、ブラックナイツによる精神干渉による洗脳と奇襲、寝返ったアグネスの襲撃により、ライジングフリーダムを破壊された際であった。
最高のコーディネイターであり体力は強いが、精神面は繊細で弱い一面もある。
特に『SEED』初期において、不本意的かつ過酷な状況にさらされてきた事、その上で人間関係等様々な要因が重なった為、一時期精神的に荒むまでに至る程、上記のそういった繊細な面が顕著に出ていた。『SEED FREEDOM』でも、部下を持つ隊長となったがなかなか信頼できず苦悩を一人で抱え込み、オルフェの問いかけに心を乱され、ラクスによる自身への攻撃命令もあり、精神的に病む場面もあった。
また、元々民間人で正規の軍事訓練を受けていないため白兵戦闘技術には乏しく、ムウ・ラ・フラガの援護に銃を持っていった際に安全装置を外し忘れている。もっとも、元々コーディネイターであるため、単純な殴り合いならナチュラルに遅れを取らない運動能力はある。白兵戦に関しては、劇中では『SEED』時にラウ・ル・クルーゼとコロニーメンデルで戦った際には、落ちていた小石を投げつけラウの仮面に命中させ仮面を引き剥がすなど、物体運動の物理計算でピンポイントで命中させている。また『DESTINY』時にラクスらと共にコペルニクスでラクス暗殺事件に巻き込まれた際には、メイリンと共に銃撃で暗殺部隊の手榴弾を迎撃している。生身の人間を銃撃するのにも抵抗があり、コペルニクスのラクス暗殺未遂事件で瀕死のサラがラクスに銃口を向け、ミーアが庇って被弾した直後には、アスランと共にサラに銃口を向けるがキラは発砲せずアスランがとどめを刺している。SEED時は、カガリと共に買い物に出かけてバルトフェルドと敵として戦う前に遭遇し、ブルーコスモス兵士のバルトフェルド暗殺未遂事件に巻き込まれた際は、敵のブルーコスモスの兵士に落ちた銃を投げつけて相手の銃だけを弾き飛ばして、銃撃はせずに相手の頭だけを蹴り飛ばして格闘戦を行っている。
パイロットとして
ストライク搭乗時代からその存在は傭兵等の間で密かに知れ渡り、説明の必要がないほどの、伝説の人物で通じる、第二次ヤキン・ドゥーエ攻防戦をはじめとする多々の活躍から、フリーダムの威名とその強さはザフトにおいて一躍有名になる（有名になったのはフリーダムの名で、キラの名はあまり伝わっていないという説もある）。MSの操縦、MS戦闘技術の高さはもちろん、機体の設計、システムに対する深い知識を持ち、戦闘中にそれを咄嗟に修正するという高い能力を持つ。そのため一部で「最強の戦士」という異名をもち、セイバー、デスティニー、レジェンドに乗ったアスランやシン、レイなど作中で最強クラスの他のパイロットたちを圧倒し。、敵対したギルバート・デュランダルも「MSの操縦技術で彼の右に出る者はいない」と認めた、彼が戦場に来るだけで戦況が大きく変わる。作中でのMS撃退数が一番多く、設定上最強のパイロット。作中ではSEEDに目覚め度々その能力を生かし、『DESTINY』ではコーディネイターの中でも高く優れた空間認識能力を有しているとされる。『FREEDOM』でも連合、ザフトの一般機に対して核動力を持たないライジングフリーダムでも単機で圧倒的な強さを発揮し、イモータルジャスティスで同伴するシンが「出る幕ないじゃん」と吐露するほど。終盤のメサイア付近での最終決戦でストライクフリーダム弐式に搭乗した際も実質的に３対１の状態ながら耐え抜き、マイティストライクフリーダムでラクスと共に、オルフェとイングリットの乗るブラックナイトスコードカルラを撃破している。

## 劇中での活躍

### 機動戦士ガンダムSEED
拡大する戦火の中、中立国オーブのコロニー「ヘリオポリス」でゼミの学生として友人たちと平和に過ごしていた。そんなある日、ゼミに来たカガリと出会う。直後に、ザフト軍クルーゼ隊による襲撃に巻き込まれ、彼女とともにヘリオポリスの工廠で秘密裏に製造されていた地球連合軍の新型機動兵器MSストライクを見てしまう。カガリ独りをなんとかシェルターの空きに避難させた直後、ザフト軍パイロットになっていたかつての親友 アスラン・ザラと再会を果たす。炎上する工廠から脱出するために連合の士官マリュー・ラミアスとストライクのコックピットに同乗するが、ストライクを捕獲しに出撃してきたミゲル・アイマンの搭乗するジンとの戦闘になる。不慣れなマリューと操縦を代わったキラは、戦闘中に未完成なOSを書き換えるという離れ業をこなし、これを撃退した。
最高軍事機密に触れたためにカレッジの仲間と共に拘束されるが、そのパイロットとしての非常に高い適性やナチュラルには扱いきれない水準にOSを書き換えてしまった経緯などから、人員不足のアークエンジェルにおける主戦力として、ストライクのパイロットを務めることになる。自身もコーディネイターであるにもかかわらず、同胞、さらには親友であるアスランと戦うことに苦悩しながらも、アークエンジェルに搭乗する友人たちを守るためMSパイロットとして戦って功を挙げてゆく。6度目の出撃ではアークエンジェルの危機に際してSEEDに目醒め、その窮地を救った。
ユニウスセブン宙域でアークエンジェル隊がデブリ帯の残骸の氷など物資補給している際に、行方不明になったラクス捜索のために出撃してきたザフト軍の偵察用複座型ジン1機と交戦して撃墜し、敵パイロットを殺害してしまった際には激しく動揺している。
この頃、救助ポッドを回収したことで、アスランの婚約者でありプラント最高評議会クライン議長の娘ラクスと出会い、友人を守るために別の友人と戦う辛さを彼女だけに吐露している。その後、彼の独断で彼女を解放しアスランに引き渡した。
最初の種割れ現象はアークエンジェルがブリッツに取りつかれて危機に瀕した際に、フレイの父ジョージアルスターを守り切れなかったトラウマを乗り越え、戦闘直前にフレイが避難民の少女エルに「このお兄ちゃんが戦って守ってくれる」と説明したことを思い出し、種割れしアークエンジェルは沈めさせやしないと驚異的な戦闘力を発揮し、デュエルを中破させてイザークの顔面を負傷させ、ブリッツとデュエルをまとめて撃退する大活躍を収める。アークエンジェルが所属する第八艦隊と合流後、ストライクを降りることもできたが、軍に残ることを決めた友人らにつられて自分も残ることを決める。しかし、密かに想いを寄せていた友人の一人フレイの父・ジョージ・アルスターを守る約束を果たせずに彼女から強く罵られたこと、また、彼の活躍に守られてきたことを感謝して折り紙をくれた避難民の少女エルの乗ったシャトルが彼の目前で撃墜されるなどの出来事が重なり、守る「力」が無ければ守ろうとした「思い」など何の意味もなさないという現実に彼の精神は次第に不安定になり始める。
アークエンジェル内でMSを操縦できる唯一の存在であるキラが、戦争を忌避したい本心とも葛藤しながら戦うという状況が続く中、度重なる戦闘による疲弊とそれに気づかない周囲とのストレスからフレイの陰謀に絡み取られ、彼女と性的関係を結んでしまう。フレイとの関係を知り説明を求めたサイ（フレイの元婚約者）が掴みかかろうとしたのを腕力でねじ伏せるなど、以前の彼からは想像もつかない言動が目立ち始める。守ることに必死なキラは守る「力」に依存するかのように戦闘に没入していき、遂にはストライクのコクピットの中で寝起きするまでに精神が磨り減らされた。
アークエンジェルがアラスカの地球連合軍本部JOSH-A（ジョシュア）へ向かうため地球へ降下した後、北アフリカの砂漠でゲリラ活動に身を投じていたカガリと再会する。ナチュラルでありながらコーディネイターに対して差別の目を持たない彼女の気さくな人柄に触れ、序々に本来の性格を取り戻していく。また、戦闘を交えたザフト軍北アフリカ駐留部隊を率いるアンドリュー・バルトフェルドとの邂逅を通じて、目の前の敵を討ち続ければ、戦いは終わるのかという疑問を抱くようになる。それと同時に、「守る力」を求めていた自分が「戦う力」に依存していることに気づき始める。その後も戦闘は続き、アスラン率いるザラ隊との交戦後、カガリの手引きでアークエンジェルはオーブに保護される。オーブへ潜入してきたアスランに事を出会った際には変わらぬ友情をそれとなく伝えている。
オーブを出た直後の戦闘で、飛び出してきたブリッツを撃墜してニコルを戦死させてしまい、この一件によってアスランとの対立は決定的になる。キラへの復讐に燃えるアスランと、「敵にとって大切なモノを奪っていた」ことを実感し、自分の挙げた「戦功」を喜ぶアークエンジェルクルーに対して心を閉ざすキラ。直後の戦闘において、キラ自身も友人 トールの乗るスカイグラスパーをアスランが撃墜したことで怒りが爆発する。互いにSEEDを発動させた両者は、小さな島を舞台に、激しい憎悪をぶつけ合いながら死闘を繰り広げる。戦いはアスランのイージスがストライクに組みついて自爆することで決し、アスランは脱出に成功したがキラはトールと共にアークエンジェルで交信途絶でMIA（戦闘中行方不明、事実上の戦死認定)になってしまう。オーブからカガリたちが捜索に向かうが、大破した両機の残骸、および倒れているアスランを発見したのみでキラを見つけることはできなかった。
しかし、キラはセーフティシャッターにより生存しており自力で脱出しマルキオ導師の小屋前で倒れているのを発見され（アストレイ版ではロウ・ギュールが救助し運んできた）、島で孤児の世話をしていたマルキオ導師の計らいでプラントのクライン邸に運ばれていた。心身ともに深く傷ついたキラは、双方がただ相手を「敵」と憎んで討ち合うことの愚かさや悲しさを思い、自分は一体何と戦わなければならなかったのかと考える。そんな中でアイリーン・カナーバがクライン邸に通信しシーゲル・クラインに対して情報をもたらしたことでザフトのオペレーション・スピットブレイクの標的がアークエンジェルがいるはずのアラスカ基地であることを知ったキラは再び戦うことを決意。ラクスの手引きでザフト軍の最新鋭MSフリーダムを奪取すると、地球連合軍にもザフト軍にも属さない第三の立場として、双方の戦闘を終わらせるために戦場に舞い戻った。なお、この頃からキラは極力敵機のコクピットを狙わず、戦闘力のみを奪うように戦い方を変えている。地球連合軍のオーブ解放作戦の際には地球軍を脱走したアークエンジェルとともにオーブ国民(ヘリオポリス元住民)としてウズミの中立政策を支持し、オーブへの旗幟を鮮明にする。この戦闘でキラはアスランと再会を果たす。ジャスティスと共闘し、その後話し合いの末に和解を果たす。オーブ陥落直前、代表首長ウズミ・ナラ・アスハからオーブの理念を託されて宇宙に上がり、アークエンジェル、クサナギ、エターナルの、いわゆる三隻同盟の中心を担う。なお、この時ウズミに渡された一枚の写真から自分とカガリが双子であることを知る。また、コロニー・メンデルにおいては、自分が多くの犠牲の上に唯一の成功体として生み出された人類最高のコーディネイター、スーパーコーディネイターだったという出生の秘密を知る。
最終決戦となった第二次ヤキン・ドゥーエ攻防戦では、アスランと共に、後に伝説的に語られる圧倒的な実力で戦場を駆け、プラントへの核攻撃を防ぎ、またプラントからの「ジェネシス」の照射を防ぐために奮闘する。クルーゼによって目の前でフレイを失い精神的に追い詰められながらも、フレイの幻影がキラの前に現れて私の思いがあなたを守ると宣言する（この時のフレイの言葉や姿はキラには伝わっていない）。フレイを殺された事に対する怒りが原動力となり、死闘の末に戦法を変えて回避せず被弾しフリーダムは大破するが、プロヴィデンスのドラグーンを撃破しプロヴィデンスのコックピットめがけて突撃し、戦火を拡大するために影で暗躍していたクルーゼの駆るプロヴィデンスを撃破した。キラが半壊したフリーダムのコクピットから投げ出され、胸をよぎる思いに涙しながら宇宙空間を漂っていたところをアスランとカガリに発見され、生還したところで物語は終わる。出撃時にお守りとしてラクスから預かった指輪は、パイロットスーツの中で浮いていた。

### 機動戦士ガンダムSEED DESTINY
戦争が終わった後は、ラクスと共にオーブに渡り、カガリより貸与されたオーブ本島近海の島にあるアスハ邸でマルキオ導師と孤児たちと共に日々を過ごし、マリューやバルトフェルド、母カリダと一緒に暮らしていた。戦争による心の傷は深く、世捨て人同然に過ごしていた。ここまでがDESTINY開始までの経緯であり、前作より2年間このような生活をしていたという。
ザラ派残党によるテロ事件が起き、ユニウスセブンの破片が世界中に落下した時、ラクスとともに海辺で空を見上げていた。津波で建物が流されたためにオーブ本島に移住し、ラクスと共に慰霊碑へと訪れた際にシン・アスカと偶然出会っている。
その後、ラクスの命を狙った謎のコーディネイター部隊からの襲撃が起こり、キラはラクスたちを守るために再びフリーダムに乗ることを決意する。その後、オーブにも大西洋連邦との同盟に向けた不穏な動きが始まる。カガリもユウナ・ロマ・セイランと政略結婚させられることになるが、キラはフリーダムで結婚式に闖入し、カガリをアークエンジェルに連れ去る。アークエンジェルはそのままオーブを後にし、行方をくらます。
世界の情勢を見守る中、プラント最高評議会議長ギルバート・デュランダルがラクスの偽者（ミーア・キャンベル）を立てて、彼女を用いたプロパガンダを展開していることをニュースで知り、ラクス暗殺未遂の一件、またその時襲撃部隊が使用したMSがザフトの最新鋭の機体（アッシュ）であったことと関連して、高潔な為政者と評判の高いデュランダル議長に対して疑念を覚える。
オーブが地球軍の一国としての立場でザフトと戦うのを止めようとして、オーブ軍が合流した地球軍とザフト軍艦・ミネルバとの間の戦闘に武力介入し、両陣営に対してフリーダムの圧倒的な戦闘力を見せ付けて戦闘停止を働きかける。しかしこの介入の結果、議長の誘いを受けてザフトに復隊し、ミネルバに配属されていたアスランとの対立が深まり、後に再会して話し合うもついに噛み合わず、対立が今後決定されるままアスランと決別してしまう。
ラクスがプラントの様子を見てくると言った際には彼女の身を案じて強く反対したが、行かせて欲しいとお願いされる。その後にラクスとバルトフェルドが乗っているシャトルが墜とされそうになるが、そこにキラは駆けつけ、多くのモビルスーツを撃破し、僕も同行するとラクスに発言するが、彼女はキラ不在の間のカガリらを心配して押し留める。それでも渋るキラにラクスは必ず帰ってきますあなたの元へ、バルトフェルドは俺が命懸けで守ると約束した為、アークエンジェルとともに地上に残る。
アスランとの二回目の対立がクレタ海域での戦いにて行われ、アスランは再度戦闘に介入したキラに襲い掛かり、対するキラはカガリの気持ちに少しも理解を示そうとしないアスランに怒りをぶつけて彼のセイバーを破壊した。その後ベルリンでは、ステラ・ルーシェの搭乗するデストロイを止めるべく出撃するが、ステラを説得して止めようと割って入ったシンと小競り合いになる。ステラも一度はシンの説得により戦闘を止めたものの、目の前でネオを撃墜したフリーダムが視界に入ったことによる恐怖で再び暴走。やむを得ずキラは発射寸前のデストロイのビーム砲を攻撃して発射を止め、機体の誘爆によってステラは戦死する。これによりフリーダムは決定的にシンの怒りを買うことになった。
ザフトのエンジェルダウン作戦において、カガリおよびムラサメ隊を無事オーブへ届けることを最優先としたキラは、海へと退却するアークエンジェルを守るために殿（しんがり）を務め、単騎ミネルバ隊に応戦した。しかし、事前に対フリーダム戦の研究とシミュレーションを重ねた上で、インパルスの特性を徹底的に活用して向かってくるシンのトリッキーな戦術と不殺である戦い方を見極められて、最後は逃走される前にビームブーメランで大きく作った隙を狙らわれ、遂には撃墜されてしまう。フリーダムの原子炉を封鎖したためコックピットは助かり、キラは海中で辛うじてカガリに救助される。その後、キラの撃墜をきっかけにザフトを脱走したアスランとアークエンジェルの医務室で再会し、再度和解を果たしている。
宇宙でラクスが危機に陥った時は、彼女を助けるべくカガリに借りたストライクルージュを性能面でかつての自分が乗っていた扱いやすいストライク仕様にしてブースターを付けて駆けつけている。エターナル艦内でラクスから新たな乗機・ストライクフリーダムを受け取ると今までのストライクやフリーダムと同様にOSを瞬時に調整して出撃、わずか2分で追撃するザフト軍を全て退ける。ザフトによるオーブ侵攻戦の最中、宇宙から戦場に降り立ち、シンのデスティニーに追い詰められていたカガリのアカツキの危機を救う。その際、新しい機体の能力を遺憾なく発揮し、デスティニーを圧倒する戦闘力を見せる。特にデスティニー戦はシンのインパルスに先代フリーダムを撃墜された反省から戦法をコックピットを狙わない弱点を突かれて負けた敗因を克服し、敵のデスティニーがフェイズシフト装甲で実弾が通用しないことを利用し、積極的にコックピットに実弾のレールガンを命中させ挑発していて、シンが激高し「これがビームだったら、もう終わってるって、そう言いたいのかよ、あんたは！」と発言している。さらにデスティニーのビームライフル攻撃に対して胸部ビーム砲を発射してぶつけて迎撃している。
シンのデスティニーが補給のため一時撤退時も、ザフト軍主力量産機のグフイグナイテッド数機をまとめて戦闘不能にして撃退しオーブ防衛に貢献している。
シンのデスティニーが補給のために一時撤退した直後に、補給後にすぐデスティニーが再出撃してきてレイのレジェンドまで加わり、似た機体形状や同じ遺伝子を持つパイロットの雰囲気で、すぐにクルーゼのプロヴィデンスの再来であることを感じ取った。
デスティニーとレジェンドの挟撃により両機ともストライクフリーダムとは互角であるが、さすがに2機同時相手ではキラの腕をもってしても対処しきれず危機に陥るが、ケガをおして出撃したアスランのインフィニットジャスティスの加勢により窮地を脱する。その後戦闘終了と共に無理が祟りアスランが気絶した事により墜落しかけたインフィニットジャスティスを拾い上げ、無事にアークエンジェルに戻りアスランに治療を受けさせた。
オーブでの戦闘が終結すると、アークエンジェルはオーブ軍に正式に編入され、彼はアークエンジェルクルーの中では最も高い階級となる准将として任官を受ける。アークエンジェルは議長が行おうとしているデスティニープランを阻止するべく、再び宇宙に上がる。月の自由都市・コペルニクスにてラクスやアスラン、メイリン・ホークと束の間の休息中、ミーアから救いを求めるメッセージを受け取り、罠と知りながらも指定された場所へと赴く。待ち伏せしていた刺客は全て退けたものの、ミーアはラクスを庇って撃たれ、その場で彼女の死を見届ける。
レクイエム中継用コロニーの一つを攻撃した際にイザークらと共闘している。
最終決戦のメサイア攻防戦ではオーブ軍、ザフトクライン派と共に、デュランダルへと挑む。戦闘の最中、立ち塞がるレイの中に、キラはクルーゼと同じものを感じ取る。クルーゼと同じ憎しみ・怒りを向けてくるレイに対し対話と応戦を繰り返し、「その命は君だ、彼じゃない」と諭し動揺したレジェンドを戦闘不能に追い込む。
その後、ザフト軍宇宙要塞「メサイア」に決定打を与えた後で突入し、デュランダルと銃口を向け合う形で対峙し、互いの主張を戦わせた。両者は共に道を譲らなかったが、キラの言葉に明日を欲したレイがデュランダルを撃つ。その場に現れたタリア・グラディスからマリューへの伝言を託され、駆けつけたアスランと共に崩壊するメサイアから脱出した。
『FINAL PLUS』や『小説版』ではラクスと共にオーブへ訪れ、メサイア攻防戦を経て成長したシンとオノゴロ島の慰霊碑にて再会、和解している。
メサイア戦終了後、オーブ軍准将であると同時にザフト軍白服の資格も与えられて、プラントに渡っている。

### 機動戦士ガンダムSEED FREEDOM
オーブ、プラント、大西洋連邦が共同で設立した世界平和監視機構「コンパス」に所属し、初代総裁となったラクスのもとで勤務している。階級は准将。また、アプリリウス市内に邸宅を持ち、ラクスと二人で暮らしている。
「コンパス」入隊後は母艦「ミレニアム」のMS部隊「ヤマト隊」を率いて新型МSライジングフリーダムガンダムを駆り前線に立つが、一向になくならない戦いに加えてデュランダルのデスティニープランを否定した過去との葛藤に苦悩する。
ザフトの支援によって地球連合加盟国のひとつであるユーラシア連邦から独立した新興王政国家ファウンデーション王国が、ユーラシア側との国境を出入りしていると思しきブルーコスモスゲリラ打倒のための共同作戦を提案して来たため、ラクス達と共にファウンデーション王国へと向かう。女王アウラ・マハ・ハイバルや宰相オルフェ・ラム・タオの歓迎を受けるが、ラクスに近寄るオルフェの存在と言葉に心を乱されていく。
翌日、近衛師団長シュラ・サーペンタイン率いる親衛隊ブラックナイトスコード（ブラックナイツ）との共闘に臨むキラたちだったが、ブラックナイツの策略で精神を侵食され洗脳状態に陥ってしまい、敵指導者の追跡に執着するあまり、作戦前にユーラシア側と交わした「ユーラシア領内への進入を禁止する」協約を破って、ユーラシア領に侵入してしまう。これに対応したユーラシア軍の迎撃によって戦火は拡大し、さらに混乱に乗じてユーラシア軍基地に侵入したシュラが発射した基地内の戦術核ミサイルでファウンデーション領内は甚大な被害を受け、「コンパス」実働部隊はブラックナイツの攻撃で壊滅してしまう。機体やアークエンジェルを失いながらもターミナルに出向し別行動を゙取っていたアスランが駆るズゴックに救助され、オーブへと敗走・潜伏する。
アスランがラクスの救出を提案するがキラだけは戦う事を拒否。オルフェから投げかけられた言葉、オルフェとラクスの様子から、僕が何もできないからラクスは彼を選んで僕を裏切ったと誤解するまでに至ってしまうが、親友であり旧友でもあるアスランと拳を交え（とは言えキラは軍教育を受けていない素人であり、アスランは正当な教育を受けた軍人の中でも優等生の為、一方的だった）「ラクスに・・・会いたい・・ただ隣で笑っていて欲しい」と本音をさらす。自分がオルフェよりラクスに相応しいか疑心暗鬼になっている点に関しては「不安なら会って聞いてみれば良い」など、ラクス奪還がキラにとってどんな意味があるかを諭す。キラはアスランの言葉や拳、マリューの言葉、そして二人のやり取りを周りが静観する理由などを理解し、自分にとってラクスは何を持ってしても代えられない唯一無二の存在であり、本当の愛と誰かを愛する覚悟を自覚し、再認識する。そしてアスランや仲間たちと共に手を取り、事実上さらわれた彼女の奪還の決意と、世界にデスティニープランを強制しようとしているアウラ達を阻止すべく立ち上がる。
行動を開始した後、オーブに逃げ延びたミレニアムに半年前のフリーダム強奪事件後、改修したストライクフリーダムガンダム弐式、前大戦で大破・破損した機体を改修したデスティニーガンダムSpec II、インパルスガンダムSpec II、ズゴックの正体であるインフィニットジャスティスガンダム弐式を載せ、出港する。
ミレニアムはファウンデーション軍にとって実質敵勢力（コンパス）の残存実働部隊にあたる為、その動きを掴んだアウラたちによるオーブへのレクイエム正射を含んだ攻撃が迫るなか、ミレニアムからファウンデーション側に通信を繋ぎ、自身の生存、そしてファウンデーションによる偽装工作の証拠を掴んでいる事実を伝え、狙いをミレニアムに変更する意図で挑発を行う。この挑発に憤慨したアウラは、レクイエムの照準をオーブ首都オロファトからミレニアムに変更するが、洋上を進行中だったミレニアムはこの砲撃を回避、レクイエムの第二射をオーブ領海上へ盛大に誤射させ、乗じて宇宙空間に進出することに成功する。
ファウンデーション軍の支配下となった、地球連合軍の宇宙要塞アルテミスに捕らわれているラクス救出に際し、アスランが代行操縦するストライクフリーダム弐式が敵を陽動するタイミングに合わせて、かつてニコル・アマルフィが行ったミラージュコロイドによるステルス機能を使ったアルテミスへの接近・潜入戦術を使って、ズゴックで要塞に進入する。敵の迎撃をかいくぐってラクスの許へたどり着くが、オルフェ秘書官のイングリット・トラドールにラクスを盾に取られる。イングリットに「これ以上近づけば彼女の目を潰すわ。喉を切ってもいい。歌えなくなった彼女を、それでもあなたは愛してるって言えるの？」と脅されたが、「ああ、その目が見えなくなっても、声が失われたとしても、ラクスはラクスだ。僕はその全てを愛している。」とラクスへの愛を叫び、怯んだイングリットから彼女を奪還する。そしてラクスも自分と同じ想いであったことを告げられ、互いに喜び、慈しむ。
ラクスを救出しミレニアムに帰還した後、ストライクフリーダム弐式に乗り換え、オルフェとイングリットが複座搭乗するブラックナイトスコード カルラ含む3機と対峙するが、圧倒的な性能・物量・オルフェの意志等によって、次第に追い詰められてしまう。しかし、アスランの援護とラクスが駆る支援ユニットプラウドディフェンダーをストライクフリーダム弐式に換装・装備することでマイティーストライクフリーダムガンダムへ遷移し、コックピット内にラクスが同乗。愛の宣言をされ、自身もそれを肯定し同じことを願い出る。その後、複座化によるスーパーコーディネーターの自身と唯一アウラのデスティニープランの意図からから外れたアコードとしてのラクス二人の相乗効果により、劣勢の戦況を打破・好転させ、カルラを撃破する。
ラクスとの愛と自由への意志を乗せた攻撃によってカルラを撃ち破り、戦闘終結後にはマイティーストライクフリーダムに搭乗したまま自身とラクス二人のみでオーブの孤島へと降下、共にパイロットスーツを脱ぎ捨て、ラクスとの愛を確認するように抱擁と口付けを交わした。

### ドラマCD
ビクターエンタテイメントより2003年に発売された『機動戦士ガンダムSEED スーツCD 1 ストライク×キラ･ヤマト』収録のドラマCDでは、幼年期のアスラン・ザラとの生活が描かれた。幼年学校時代にはTV番組「木星探査SAS」を愛好。同地の幼年学校時代にはアスランとともに機械工作を学んでいた。また、アスランの母レノアが農業業務によって同地を留守にする事が多かったことから、アスランはヤマト家にて宿泊する事も多かったとされる。同時代のキラはカリダにアスランを見習うように窘められる事もあった。
後にキラは課題として鳥型ロボット（トリィ）の製作に取り掛かるが、キラはマイクロユニット製作を苦手にしていたため、最終的にはアスランが完成させた。その後、アスランはプラントへ帰還している。

## 備考
- 監督の福田己津央は、『機動戦士ガンダムSEED』の二クール目まではキラとアスランが最後に命を懸けて戦うという最初の企画書に従い、キラを殺す、あるいは精神崩壊させるつもりだったと語っており、「続編の話がなければキラはいなくなっていたかもしれないと思っちゃいますよね」という所感を述べている[31]。
- 『機動戦士ガンダムSEED DESTINY』シリーズ開始当初の構想ではキラはこの物語にはファンサービス程度にしか登場しない予定であったが[要出典]、実際は後半はキラを中心として展開されることになった。この件について福田は、一つの物語に三軸の主人公を据えて、三つの視点から描くことに挑戦してみたかったとの言である[32]。
- 『SEED DESTINY』におけるキラキャラクターについて、福田は「戦いすべてを否定する袋小路に入った状態」と評している[注 13]。同時に生物は戦争のない生活であっても戦いと変化を続けるものであり、最終的にキラは安定のために変化を捨てようとしたデュランダルに対して、自身は変化に適応していくという意思表示をしたのだと語っている[33]。
- キラを演じた声優の保志は、『SEED』のアフレコ収録に関して「毎週、アフレコ現場で悩みながら成長していったかな」と述べており、また特にPHASE-34「まなざしの先」のキラが泣くシーンや、フリーダムガンダムに搭乗するシーンを気に入っていると述べている[34]。

## ゲームでの出演
第3次スーパーロボット大戦α 終焉の銀河へ
発売順としては初参戦作品。ほぼ原作通りで、一時期の精神面が不安定になっていた際には碇シンジや他ガンダムシリーズのパイロット達から心配されていた。
スーパーロボット大戦W
『SEED』本編の行動がダイジェスト的に描写されているほか、『ASTRAY』とのクロスオーバーも多い。しかし自軍参加のタイミングが『スパロボZ』に次いで遅い。
スーパーロボット大戦Scramble Commander the 2nd
アニメ本編とは異なり、最初からキラの視点で物語が進行している。
スーパーロボット大戦Z
ランド・トラビス側のルートではキラ（アークエンジェル）視点で主人公側だが、セツコ・オハラ側のルートはシン(ミネルバ)視点の為、キラは敵側に配置された。アムロ・レイやロラン・セアックなどの歴代主人公に戦争介入行為を批判されており、キラの介入行動に対する思惑の違いがZEUTH同士討ちの原因の1つとなる。しかし、アークエンジェル側はUNを最初から疑って掛かってており、他の自軍メンバーと差別化されている面もある。また、ハリー・オードを通じてシンを叱り付けた時のカミーユ・ビダンの言葉をラクス達と共に聞かされそれについて考え抜いた末に自分達のこれまでの行いを反省し、今後の覚悟をアスランと共にシンに語り和解した。自軍参加が参戦作品中最も遅く、ルートによっては最終話近くの場合もある。キラケンからはキラキラコンビを組まないかと誘われるなど、キラケンからは特に気に入られている。『交響詩篇エウレカセブン』のマシューからはあらゆる戦場へ介入する行動と、搭乗機の名前から度々『フリーダム野郎』と呼ばれている。准将という階級に関しては自軍参加後に「身内人事なので気にしないで欲しい」と言っており、あまりにも高い階級にやや戸惑い気味である。またこのシリーズから天然発言（本人にはその気はない）が多くなり、以降のスパロボシリーズで『天然キャラ』の面が度々現れるようになった。
第2次スーパーロボット大戦Z 破界篇
アスラン、シン、ルナマリア共々あらゆる次元世界を放浪することになる聖痕を刻まれて来訪。キラケンにランカの星間飛行を聴かせてやりたいと語るなど、引き続きキラケンとの仲は良好。
第3次スーパーロボット大戦Z 時獄篇
ストーリー開始時はプラントでラクスの補佐をしていたが、ジェミナスによるオーブ侵攻の際にストライクフリーダムで大気圏に単機突入する形で戦闘に介入、自軍入りする。単機での大気圏突入に驚くシンに「前にもやったことがあるから」と事も無げに答えている。
スーパーロボット大戦K
キラ視点で物語は書かれるが、本作ではキラは当初カガリの指示でフェストゥムの調査に専念していたため、原作やZで行った介入行動をほとんど取らず（唯一の介入ではオーブ軍を戦闘不能にして離脱させ、ミネルバを救った）物語が進むため、良識ある青年という印象が強く、冷静かつ真面目でありながらも天然ボケ発言をしたりするなどの場面も多い。
スーパーロボット大戦L
カガリを式場から拉致するまでの流れは『DESTINY』本編と同じだが、暗殺部隊に紛れて現れた怪しげな戦闘機を調査するため介入行動は行わない。その後、調査中にベルリンでの戦闘においてステラに止めを刺す事なくそのまま救出したことによりシンとの蟠りは発生せずエンジェルダウン作戦の際もシンにフリーダムを撃墜されることなくその場を脱出している。そしてオーブでの戦いにおいて裏でGreAT社が絡んでいることをつかむ。そのあと確信を得るためしばらくLOTUSと別行動をとったのちに正規合流する。
スーパーロボット大戦UX
アニメ終了後の設定。プラントで活動しており、序盤は登場しない。戦況の悪化に伴い、アスランとともに中盤より参戦する。終戦後はプラントをラクスに託し、宇宙船ソレスタルビーイング号でELSの母星に向けて旅立った。
スーパーロボット大戦V
アニメ終了後の設定。シンとの間にはわだかまりが残っている状態となっている。なおクロスオーバーとして【クロスアンジュ】主人公機であるヴィルキスがストライクフリーダムのモデルになったということになっている。
ガンダム無双2
キラのコクピットを狙わない不殺主義は今回省略されている（ただしムービーでの戦闘シーンでは相手の武装や頭部だけを攻撃しているように見える）。専用ストーリーでは「戦いはまた新たな戦いを生む」という矛盾に苦しみながら、戦いを止めるためアスランやラクスと共に戦い続ける。
機動戦士ガンダム ガンダムVS.ガンダム NEXT
SEED時代、隠し要素でDESTINY時代のキラとどちらも登場している。また隠しボスとしてストライクフリーダムに搭乗するキラが出現することもある。
機動戦士ガンダム エクストリームバーサス
SEED時代ではストライク、DESTINY時代のキラではストライクフリーダムで参戦する。SEED時代の場合、本編では使用しなかった総合兵装ストライカー「I.W.S.P」を使用し、I.W.S.Pでの専用ボイスも設定されている。PS3版では有料DLCでフリーダムも参戦した。
機動戦士ガンダム エクストリームバーサス フルブースト
前作から引き続きストライク、フリーダム、ストライクフリーダムで参戦。PS3版において、インフィニットジャスティスガンダムに乗ったラクス（有料DLC）のバーストアタックでストライクフリーダムに乗って援護に駆けつける。
SDガンダム GGENERATION DS
アークエンジェルがメインの「平成ガンダムルート」を選択すると早めに参入する。メインヒロインのディー・トリエルへの助言をするなど、メインキャラの一人でもある。
SDガンダム GGENERATION WORLD
オープニングステージ「欺かれた世界」から登場し、世界に異変を発生させているワールドシグナルを止めるために戦場へ姿を現す。その後エクストラステージ「目覚めるとき」で再登場し、ワールドシグナルの原因と思われるハルファスガンダムを止めようとするが、ハルファスを手中に収めようとするリボンズ・アルマークとの戦闘になる。シンとレイと協力していたリボンズ3人同時の相手に苦戦するが、その危機をダブルオークアンタに搭乗した刹那・F・セイエイに助けられ、刹那と共に共同戦線を張る。
SDガンダム GGENERATION OVER WORLD
オープニングステージ「オーバーインパクト」から登場し、ワールドシグナルにより大量に出現したELSに苦戦する刹那とバナージ・リンクスの援護にドモン・カッシュ、アムロ・レイ、フリット・アスノとともに駆けつけるが刹那がトランザムバーストに失敗した後、フリットらとともに刹那に攻撃するようになるがだれか１人でも撃破すると正気に戻る（フリットらともども豹変した原因はアプロディアによるとオーバーインパクトによるもの）。
Another Century's Episode:R
『DESTINY』本編終了後の世界で、シンとアスランと共にロゴス残党の処理に当たっていたところで怪現象に巻き込まれ、「惑星エリア」に転移させられる。喋る猫（魔装機神サイバスターのシロとクロ）がいても平然と受け入れるなど、異世界の住人ともあっさり打ち解けている。
真・ガンダム無双
オリジナルシナリオの一つ『暴走！デストロイガンダム！』ではミネルバ隊と同行してデストロイガンダム軍団に挑み、シンやルナマリアと共にステラをはじめとするエクステンデッドや強化人間ほぼ全員を救い出し、騒動の黒幕と対峙する。
SDガンダム GGENERATION CROSSRAYS
一定条件を満たすとザフトの白服を着た彼をスカウトできるようになる。

## 搭乗機
おもな搭乗機
- GAT-X105 ストライクガンダム
- ZGMF-X10A フリーダムガンダム
- ZGMF-X20A ストライクフリーダムガンダム
  - ZGMF/A-262B ストライクフリーダムガンダム弐式
  - ZGMF/A-262PD-P マイティーストライクフリーダムガンダム
- STTS-909 ライジングフリーダムガンダム

そのほかの搭乗機
- MBF-03/P208QX ドラグーンストライク[注 14]
- MBF-02 ストライクルージュ

## 評価
『愛と戦いのロボット 完全保存版』で発表されたアンケート「みんなで選ぶロボットアニメーションベスト100」では、「一番カッコイイヒーローは？」で第2位、「一番極悪な悪役・敵役は？」で第13位にランクインした。
NHKにより2018年に行われた発表!全ガンダム大投票のキャラクター部門においては、ガンダムシリーズに登場する全キャラクター中において4位にランクインした。